# Яренювка
Яренювка (пол. Jareniówka) — село в Польщі, у гміні Ясло Ясельського повіту Підкарпатського воєводства.
Населення — 738 осіб (2011).
У 1975-1998 роках село належало до Кросненського воєводства.

## Демографія
Демографічна структура станом на 31 березня 2011 року:
|          | Загалом | Допрацездатний вік | Працездатний вік | Постпрацездатний вік |
| -------- | ------- | ------------------ | ---------------- | -------------------- |
| Чоловіки | 376     | 76                 | 268              | 32                   |
| Жінки    | 362     | 56                 | 236              | 70                   |
| Разом    | 738     | 132                | 504              | 102                  |